# Troisième circonscription de la préfecture de Saitama
La troisième circonscription de la préfecture de Saitama (埼玉県第3区, Saitama-ken dai-san-ku) est l'une des seize circonscriptions législatives que compte la préfecture de Saitama au Japon.

## Description géographique
Entre 1994 et 2017, la troisième circonscription de la préfecture de Saitama regroupait les villes de Sōka et Koshigaya.
Entre 2017 et 2022, elle comprenait la ville de Sōka et une partie de la ville de Koshigaya.
Depuis 2022, elle réunit une partie de la ville de Kawaguchi et la ville de Koshigaya.

## Députés
| Législature | Début de mandat | Fin de mandat | Député élu            | Parti politique | Parti politique |
| ----------- | --------------- | ------------- | --------------------- | --------------- | --------------- |
| 41e         | 1996            | 2000          | Hiroshi Imai (ja)     |                 | Shinshintō      |
| 42e         | 2000            | 2003          | Ritsuo Hosokawa (ja)  |                 | PDJ             |
| 43e         | 2003            | 2005          | Ritsuo Hosokawa (ja)  |                 | PDJ             |
| 44e         | 2005            | 2009          | Hiroshi Imai          |                 | PLD             |
| 45e         | 2009            | 2012          | Ritsuo Hosokawa       |                 | PDJ             |
| 46e         | 2012            | 2014          | Hitoshi Kikawada (ja) |                 | PLD             |
| 47e         | 2014            | 2017          | Hitoshi Kikawada (ja) |                 | PLD             |
| 48e         | 2017            | 2021          | Hitoshi Kikawada (ja) |                 | PLD             |
| 49e         | 2021            | 2024          | Hitoshi Kikawada (ja) |                 | PLD             |
| 50e         | 2024            | -             | Hitoshi Kikawada (ja) |                 | PLD             |